# Cerapachys antennatus
Cerapachys antennatus är en myrart som beskrevs av Smith 1857. Cerapachys antennatus ingår i släktet Cerapachys och familjen myror. Inga underarter finns listade.